# Trial International
Trial International (Eigenschreibweise: TRIAL International) ist eine im Juni 2002 als Verein mit Sitz in Genf gegründete Nichtregierungsorganisation, deren Ziel die Bekämpfung der Straflosigkeit von Verstößen gegen das humanitäre Völkerrecht und die Menschenrechte ist. Dies umfasst insbesondere den Einsatz für die strafrechtliche Verfolgung von Völkermord, Kriegsverbrechen, Verbrechen gegen die Menschlichkeit, Folter, zwangsweisem Verschwindenlassen sowie Aggression. Darüber hinaus setzt sich der Verein für die Vertretung der Interessen der betroffenen Opfer ein.

## Geschichte
Trial, der ursprüngliche Name des Vereins, ist sowohl ein Akronym aus dem englischsprachigen Motto „Track Impunity Always“ – „Straflosigkeit stets verfolgen“ – als auch das englische Wort für „Gerichtsverfahren“ beziehungsweise „Prozess“. Bis zum Juni 2014 trug der Verein zudem die Bezeichnung Schweizerische Gesellschaft gegen Straflosigkeit. Der seitdem verwendete Name Trial International soll die internationale Ausrichtung der Vereinsaktivitäten betonen. Diese umfassen unter anderem Programme in Bosnien und Herzegowina, Nepal, Burundi, der Demokratischen Republik Kongo, Mexiko und Tunesien.
Der Verein koordiniert zum Erreichen seiner Vereinszwecke ein Netzwerk von Rechtsanwälten, welche die Opfer dieser Verbrechen vor schweizerischen und vor internationalen Gerichten vertreten. Darüber hinaus hilft Trial International den Behörden der Schweiz beim Vorliegen von Hinweisen zum Aufenthalt von Personen, die im Verdacht stehen, entsprechende Straftaten begangen zu haben. Im Bereich der Öffentlichkeitsarbeit betreibt der Verein neben der Herausgabe eines frei verfügbaren Informationsbulletins und der Produktion von Videos insbesondere das Projekt „Trial Watch“, eine über das Internet zugängliche Datenbank zu laufenden Verfahren im Bereich des Völkerstrafrechts.
Ein wichtiges Organ des Vereins neben der Generalversammlung und dem Komitee ist der wissenschaftliche Beirat, der insbesondere die inhaltliche Arbeit unterstützt. Das Budget betrug im Jahr 2015 rund 1,8 Millionen Schweizer Franken. Zu den Unterstützern zählen neben den Mitgliedern und weiteren privaten Spendern auch institutionelle Geldgeber wie die Städte Genf und Lausanne, der Kanton Genf, die Gemeinde Vevey, die Loterie Romande, das Eidgenössische Departement für auswärtige Angelegenheiten, das Foreign and Commonwealth Office sowie die Schweizer Sektion von Amnesty International.